# Schoolbord

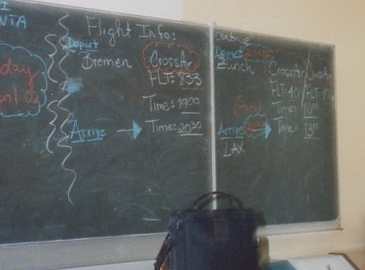
Een schoolbord met gekleurd krijt beschreven

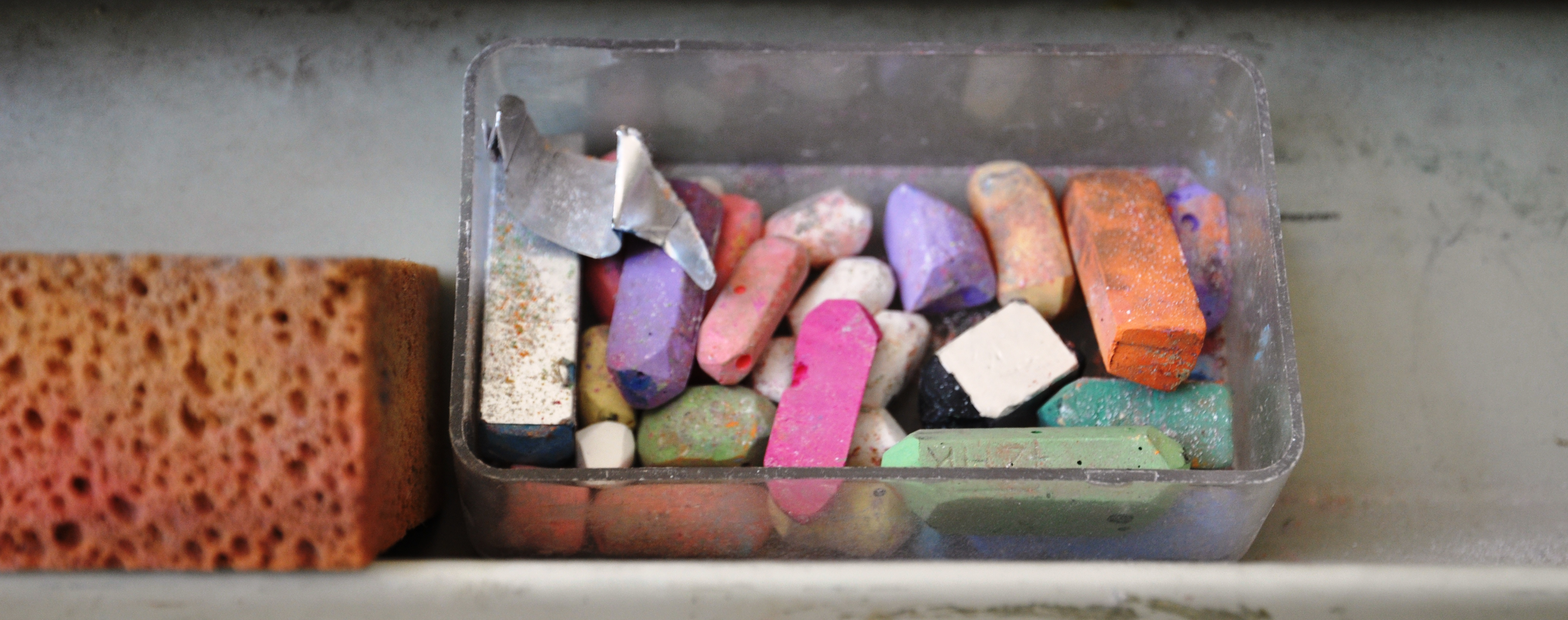
Krijtjes en spons

Een schoolbord bestaat uit een of meerdere soms beweegbare panelen gemaakt van een hard materiaal, die voor in een schoolklas zijn opgehangen en waarop een onderwijsgevende met een krijtje instructie kan geven.

## Geschiedenis
Een Amerikaanse arts, Osiah Bumstead, schreef in 1841 over deze nieuwe uitvinding die een revolutie zou zijn voor het onderwijs: "De uitvinder ... van (dit) systeem verdient het om gerekend te worden tot een van de grootste bijdragers aan het leren en de wetenschap". Die eer is er waarschijnlijk niet gekomen, maar wel een wereldwijde acceptatie van het schoolbord als medium voor kennisoverdracht. Soms worden schoolborden op de Angelsaksische manier (foutief) aangeduid als "krijtbord"; de Nederlandse aanduiding is en blijft "schoolbord".
Schoolborden werden oorspronkelijk gemaakt van eenvoudig plaatmateriaal waarop een matte zwarte verf, "schoolbordenverf" genoemd, werd aangebracht. Deze verf kan ook op een deur of muur worden aangebracht om deze om te toveren tot een schoolbord. Later werden schoolborden voornamelijk uitgevoerd in gematteerd glas met een groengekleurde laag er achter. Het glas biedt een goede ondergrond voor het schoolkrijt en is beter schoon te maken. Met behulp van een bordenwisser kan datgene wat met krijt geschreven is, uitgewist of gecorrigeerd worden. Volledig schoonmaken gebeurt met een natte spons, een trekker en schoon water. Een belangrijk nadeel van het gebruik van ouderwets schoolkrijt, was het vrijkomende stof. Modern schoolkrijt is omhuld met een laagje was, wat het stoffen beperkt. Schoolkrijt is verkrijgbaar in wit en een beperkt aantal kleuren.
Vaak werden de traditionele schoolborden in scholen vervangen door 'whiteboards', waarop met een viltstift wordt geschreven. Voordeel hiervan is dat het proces stofvrij is; het grote nadeel is echter dat het oppervlak meestal te veel glanst, waardoor hinderlijke spiegelingen ontstaan en deze niet geschikt zijn voor gebruik in scholen. Het elektronisch schoolbord verdringt langzamerhand het schoolbord. Daar waar geen faciliteiten zijn, zoals elektriciteit, budget en kennis, en daar waar elektronica als niet passend wordt gezien, bijvoorbeeld het stoepbord bij een restaurant of winkel, houdt het aloude schoolbord stand.

## Voor- en nadelen
Een schoolbord, of krijtbord, heeft enkele voor- en nadelen ten opzichte van een whiteboard.

### Voordelen
- Het krijt dat gebruikt wordt om op schoolborden te schrijven, droogt niet uit. Een whiteboardmarker of -stift droogt snel uit, en om dit te voorkomen dient op de marker of stift altijd een dop geplaatst te worden.
- Krijt is goedkoper dan markers.
- Met krijt is het eenvoudiger om dikkere of dunnere lijnen te maken tijdens het schrijven.
- Gestipte lijnen maken met krijt is eenvoudiger dan met een whiteboard marker.
- Krijt heeft een milde, lichte geur waar whiteboardstiften een penetrante en ongezond-aandoende geur hebben.
- Teksten op een whiteboard zijn na een korte periode lastig te verwijderen, bij krijt is het verwijderen (middels een natte doek) altijd gemakkelijk.
- Krijt kan, in tegenstelling tot whiteboardstiften, makkelijk uit kleding gehaald worden.
- Krijt is op natuurlijke wijze afbreekbaar, whiteboardstiften niet.

### Nadelen
Aan krijt en krijtborden kleven gezondheidsrisico's.